# Halstead, Essex
Halstead är en stad och civil parish i grevskapet Essex i England. Staden ligger i distriktet Braintree vid floden Colne, cirka 9 kilometer nordost om Braintree samt cirka 19 kilometer nordväst om Colchester. Tätorten (built-up area) hade 11 906 invånare vid folkräkningen år 2011. Halstead nämndes i Domedagsboken (Domesday Book) år 1086, och kallades då Hal(te)steda.